# Мар'ївка (Онуфріївська селищна громада)
Ма́р'ївка — село в Україні, в Онуфріївській селищній громаді Олександрійського району Кіровоградської області. Населення становить 298 осіб. Колишній центр Мар'ївська сільська рада.

## Географія
Селом тече річка Купійовата.

## Населення
Згідно з переписом УРСР 1989 року чисельність наявного населення села становила 501 особа, з яких 236 чоловіків та 265 жінок.
За переписом населення України 2001 року в селі мешкали 403 особи.

### Мова
Розподіл населення за рідною мовою за даними перепису 2001 року:
| Мова       | Чисельність | Відсоток |
| ---------- | ----------- | -------- |
| українська | 378         | 94,03%   |
| російська  | 18          | 4,48%    |
| румунська  | 5           | 1,24%    |
| інші       | 1           | 0,25%    |
| Усього     | 402         | 100%     |